# Боден, Жан Батист
Жан-Бати́ст Альфо́нс Викто́р Боде́н (известен во Франции как Альфонс Боден) (1811—1851) — французский левый политический деятель, по профессии врач. Погиб, защищая республику на баррикадах.

## Биография
Изучал медицину в Лионе и Париже, служил военным врачом в Алжире. Переселившись в Париж, он сошёлся с Луи Бланки и заявил себя как блестящий оратор в «Société des saison» и других собраниях. Скомпрометированный в беспорядках 18 мая 1848 года, он был арестован, но освобождён за недостатком улик и избран громадным большинством в Национальное собрание, где примкнул к партии горы. 6 ноября 1849 года подписал предложение Ледрю-Роллена о предании суду президента республики Луи Наполеона за нарушение конституции.

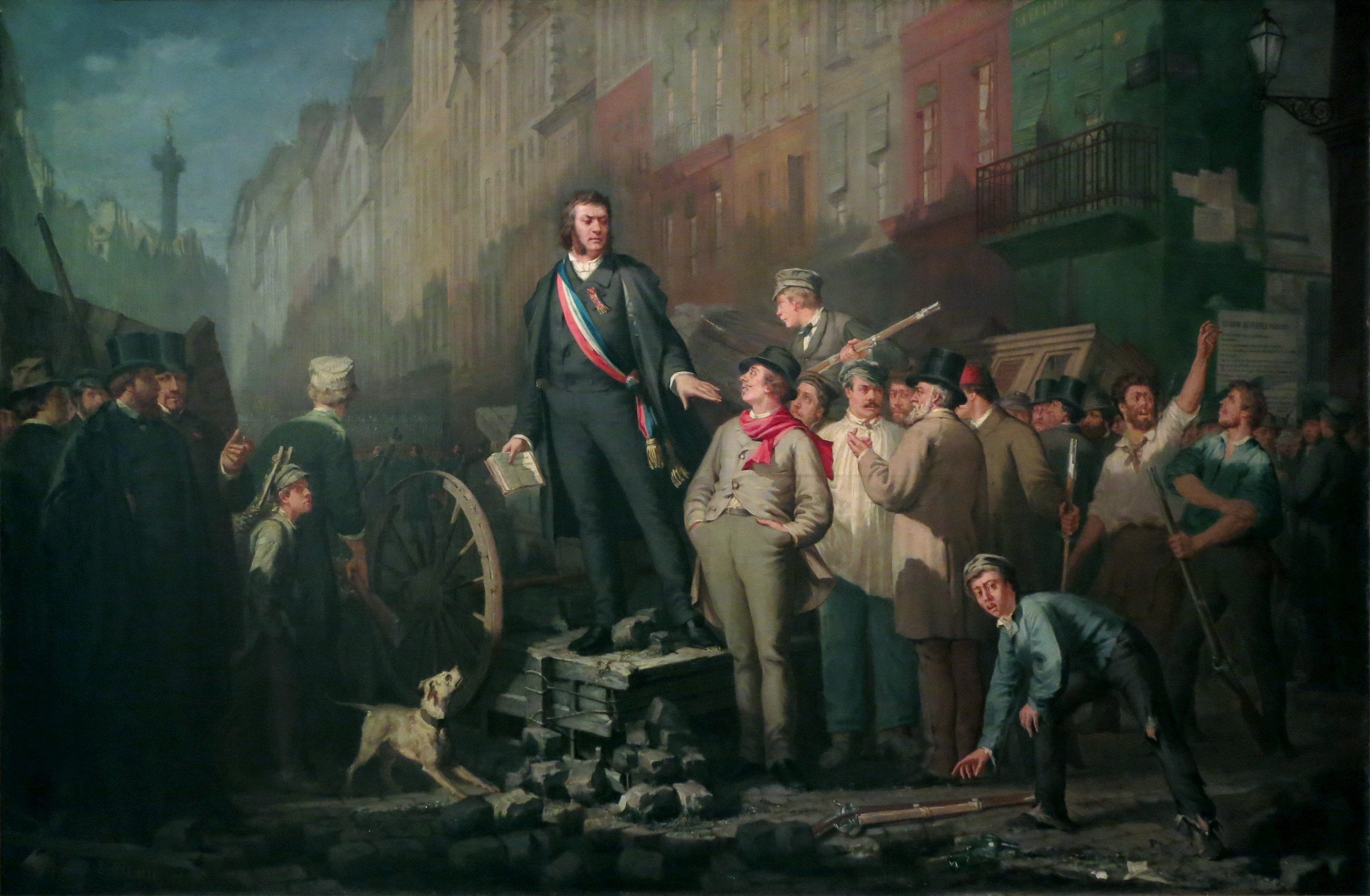
Боден на баррикаде

В день государственного переворота 2 декабря 1851 года Боден был одним из немногих, подписавших воззвание к народу. На другой день, 3 декабря, Боден вместе с 12 другими депутатами находился в предместье Сент-Антуан и старался призвать народ к защите конституции и Республики и к насильственному сопротивлению государственному перевороту, но когда одна из присутствовавших женщин возразила ему: «Думаешь ли ты, что мы дадим убивать себя ради того, чтобы ты мог сохранить своё 25-франковое депутатское жалованье?», Боден сказал: «Вы сейчас увидите, как умирают за 25 франков» — и, взойдя на баррикаду, был убит ружейным залпом.
На кладбище Монмартра ему поставлен памятник, и его могила в последние годы Второй империи стала местом ежегодного паломничества и республиканских манифестаций. Одна из таких манифестаций (1868 г.) послужила основанием громкого судебного процесса, известного под названием «Дела Бодена», в котором Гамбетта в своей блестящей защите обвиняемого Делеклюза начал свой смелый и беспощадный поход против Второй империи. В 1889 году прах Бодена перезахоронен в Парижском Пантеоне.